# Aeroport Internacional de Ventspils
L'Aeroport Internacional de Ventspils (en letó: Ventspils Starptautiskā Lidosta) (codi IATA: VNT, codi ICAO: EVVA) és un aeroport públic situat en la localitat de Ventspils, a Letònia. És un dels tres aeroports principals del país, juntament amb l'Aeroport Internacional de Riga i l'Aeroport Internacional de Liepāja, i dels tres, és el més nou, començant a funcionar l'any 1975.

## Línies aèries i destins
- Aeroflot: Ventspils - Leningrad (1975-1983)
- Aeroflot: Ventspils - Riga (1975-1983)
- AirBaltic: Ventspils - Riga (2008)
- Actualment (2015), es fan vols regulars.